# 신석철
신석철(申錫澈, 1971년 7월 31일 ~ )은 대한민국의 음악가이다.

## 생애
1971년 7월 31일에 태어났다. 신중현의 막내 아들이자 신대철과 신윤철의 동생이다. 1990년 서울고등학교와 1992년 서울예술전문대학 실용음악학과를 졸업했다. 서울고등학교 재학 당시, 서울고등학교의 공식 스쿨밴드인 센세이션(Sensation)의 멤버로 활동했다.
1996년부터 이소라·윤종신·토이·성시경·god·신승훈·김광진 등 여러 가수의 공연 및 녹음에 세션맨으로 참여한 바 있다.
서울전자음악단에서 드럼을 맡고 있다가 2010년에 탈퇴했으며, 현재는 그루브 올스타즈에서 활동하고 있다.

## 수상 목록
- 2020년 멜론뮤직어워즈 드럼부문 세션상 수상